# الأقدار الدامية (فلم)
الأقدار الدامية هو فيلم جزائري، من تأليف يوجين أونيل وإخراج خيري بشارة، بطولة كل من نادية لطفي، يحيى شاهين، سيد علي كويرات، فاطمة بلحاج، أحمد محرز، احمد زكي، إحسان القلعاوي.

## ملخص القصة
يشارك اللواء حلمي باشا في حرب فلسطين وأيضًا يتطوع ابنه سعد. تخونه زوجته حورية مع الكابتن كمال وتكتشف ذلك ابنتها علية. يعود حلمي بعد إعلان الهدنة، يموت من الصدمة عندما يكتشف خيانة زوجته، تصمم علية.

## طاقم العمل

### تمثيل
- نادية لطفي (حورية)
- يحيى شاهين (حلمي باشا)
- سيد علي كويرات (كابتن كمال)
- فاطمة بلحاج (علية)
- أحمد محرز (سعد)
- أحمد زكي (خير)
- إحسان القلعاوي (أم خير)
- علي الشريف (الشيخ حمزة)
- حسن عابدين (معالي الوزير)
- محمد كامل (حسن)
- راوية عاشور (مشيرة)
- علي عزب (صالح)
- أحمد حجازي (السائس)
- بدر نوفل
- محمود الجندي
- ليلى يسري
- حافظ أمين
- محمود مسعود
- سمير فريد
- صالح الإسكندراني (متولي)
- نبوية سعيد
- سميرة إبراهيم
- حسان اليماني (حسان فضل)
- قدرية كامل
- عبد المنعم النمر
- زيزي فريد
- إبراهيم قدري
- إسماعيل الإسكندراني

### إنتاج
- أسامة حسين (إدارة الإنتاج)
- علي محرز (مشرف إنتاج)
- فؤاد الألفي (إدارة الإنتاج)
- الكترا فيلم (منتج)
- الديوان الوطنى للتجارة والصناعة السينمائية (منتج)

### إخراج
- خيري بشارة (مخرج)
- فوزي علي (مخرج مساعد)
- أسماء البكري (مساعد مخرج ثان)
- محمود عبد الشافي (كلاكيت)

### تصوير
- رمسيس مرزوق (مدير التصوير)
- سيد علي حالو (مصور)
- بدر الدين إبراهيم (مساعد مصور)

### صوت
- نصري عبد النور (مكساج)
- عباس عطية (مسجل الصوت)
- جميل عزيز (مسجل الصوت)

### مونتاج
- محمد الرشيدي (مركب الفيلم)
- أحمد داود (مركب الفيلم)
- عادل منير (مونتير)

### تأليف
- يوجين أونيل (عن مسرحيته الحداد يليق بإلكترا)
- علي محرز (إعداد وسيناريو وحوار)

### ماكياج
- علي إمام (ماكيير)
- أحمد حجازي (مساعد ماكيير)

### كاستينج
- مصطفى شميس (ريجيسير)
- علي أيوب (ريجيسير)

### موسيقى
- منى غنيم (موسيقى تصويرية)

### معمل
- معامل ج.ت.س باريس (الطبع والتحميض)

### فوتوغرافيا
- أحمد حسين (مصور فوتوغرافيا)[2]